# الدولة الرسولية
الدولة الرسولية دولة عربية قامت في جنوب الجزيرة العربية، يرتفع نسب بنو رسول إلى جبله بن الأيهم الغساني من الأزد، حكمت في الفترة (626 – 858 هـ / 1229 – 1454 م)، أسسها عمر بن رسول  وأعلن استقلالها عن الأيوبيين في مصر، وأعلن نفسه ملكاً مستقلا بتلقبه بلقب «الملك المنصور». وتمكن من إنشاء دولة قوية في جنوب الجزيرة العربية واختيرت تعز لتكون عاصمة لهذه الدولة،  وكان عمر بن رسول طموحاً وسياسياً بارعًا وبدأ ببناء قاعدة دعم شعبية في تعز ساعدته كثيراً في بناء دولته على أساس صلب. ظل الرسوليون على ولائهم للخلافة العباسية حتى فترات متأخرة، يقول علي الخزرجي مؤرخ بني رسول المتوفي عام 812هـ:
| ” | أن المستعصم: " هو الذي يدعى له على سائر المنابر إلى وقتنا هذا من سنة ثمان وتسعين وسبعمئة | “ |

بعد أن حصل عمر بن رسول على الدعم في تعز سيطر على زبيد أولاً ثم توجه شمالاَ نحو المرتفعات الشمالية ثم إلى الحجاز فامتد ملكه من ظفار وحتى مكة، قُتل عمر بن رسول من قبل ابن أخيه عام 1249 إلا أن الملك المظفر يوسف الأول تمكّن من هزيمة ابن عمه، وقمع محاولة الزيدية لزعزعة ملكه فتلقب بالمظفر لذلك. عندما سقطت بغداد عام 1258 أمام هولاكو خان، حرص الملك المظفر يوسف الأول على الولاء للعباسيين(الخلفاء) لكي يكتسب شرعية الحكم،  ونقل العاصمة من صنعاء إلى تعز لقربها من عدن.
وكسا المظفر الكعبة المشرفة من داخلها وخارجها بعد انقطاع ورودها من بغداد بسبب دخول المغول إليها، وبقيت كسوته الداخلية حتى سنة 761 هـ / 1359م،  وقد كتب على لوح رخامي داخل الكعبة النص الآتي:
| ” | أمر بتحديد رخام هذا البيت المعظم، العبد الفقير إلى رحمة ربه وأنعمه؛ يوسف بن علي بن رسول، اللهم أيده بعزيز نصرك، واغفر له ذنوبه، برحمتك يا كريم يا غفار بتاريخ سنة ثمانين وستمائة هجرية. | “ |

وبنى عدداً من المدارس والقلاع والحصون، وخلال حوالي سبعة وأربعين سنة، هي فترة حكم المظفر يوسف استطاعت خلالها عاصمته تعز أن تتبوأ موقعها بين المدن العربية في تلك الحقبة وما تلاها. وأنشأ داراً لضرب السكة في تعز، إضافة إلى عدن وصنعاء وزبيد وصعدة ومكة. توفي الملك المظفر في تعز ودفن بها بعد 47 عامًا من الحكم منفرداً حتى ألد أعدائه، وهم الزيدية، وصفوه بأعظم ملوك اليمن تعليقًا على وفاته.
يعتبر «العصر الرسولي» واحد من أزهى الفترات في تاريخ الجزيرة؛ حيث أهتم الرسوليين بمحاربة الجهل وإرساء العلم وذلك ببناء المدارس والتحريض على التعلم ومكافأة العلماء، كما فقد أقروا الحرية المذهبية والدينية. حتى أن الرحالة ماركو بولو أشاد بالدولة الرسولية خلال هذه الفترة ونشاطها العلمي والتجاري والعمراني وكثرة القلاع والحصون بالبلاد،  فكان عهد الدولة الرسولية من أفضل العصور التي مرت على جنوب الجزيرة قبل وبعد الإسلام. وهي من أطول الدول التي قامت في الجنوب عمراً طيلة بعد الإسلام، كما بنى الرسوليون قلعة القاهرة بتعز وجامع ومدرسة المظفر ولعدد من ملوكهم مؤلفات في الطب والصناعة واللغة.

## الحكم

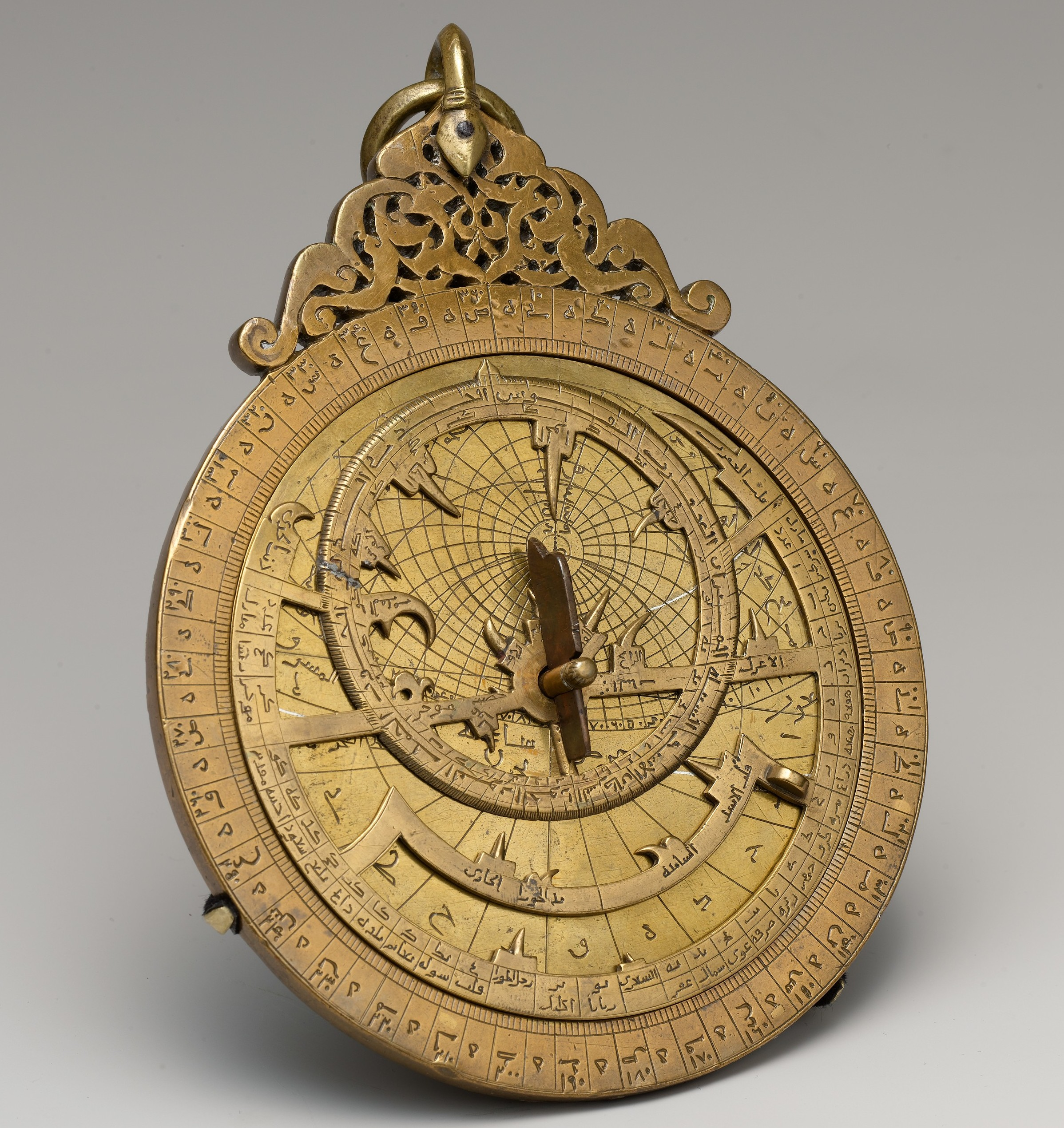
أسطرلاب مصنوع بيد الملك الأشرف عمر بن يوسف عام 1291.

بنى الرسوليون قلعة القاهرة بتعز وجامع ومدرسة المظفر والمدرسة الأسدية والجبرتية والمعتبية والياقوتية والأشرفية وغيرها. وكان الهدف من ذلك تعزيز المذهب الشافعي، الذي لا يزال المذهب الغالب في اليمن. حيث كان ملوك بني رسول رجالاً متعلمين بأنفسهم فلم يكتفوا بإثراء المكتبات بالكتب بل لعدد من ملوكهم مؤلفات في الطب والفلك والزراعة. فتحولت تعز وزبيد أيام الرسوليين، إلى مراكز مهمة لدراسة المذهب الشافعي على مستوى العالم. عزز الرسوليون علاقات اليمن التجارية مع الهند والشرق الأقصى. فقد استفادوا كثيرًا من التجارة العابرة للبحر الأحمر من عدن وزبيد. وشهدت عدن أحد أفضل عصورها خلال ملك الرسوليين.
كما قاموا بتبني العديد من البرامج الزراعية لترويج زراعة النخيل. وخلال هذه الفترة أصبح البن سلعة رابحة لليمن. ويعتبر المؤرخون دولة بني رسول من أعظم الدول في تاريخ جنوب الجزيرة منذ سقوط مملكة حِميَر، ذلك لأنهم عكس الأيوبيين أو العثمانيين، فلم يكن وجودهم عسكرياً لتأمين مصالح خارجية لا علاقة لها بمصالح السكان.
تميز حكم بني رسول الطويل الأمد بكثير من الإنجازات المهمة في ميدان العلم والتجارة والزراعة والطب، فقد بنوا المدارس الكثيرة وأجزلوا العطاء للعلماء وكان كثير من ملوك بني رسول علماء وشعراء وأصحاب رأي ومؤلفي كتب في فروع المعرفة المختلفة، ولا تزال مدينة تعز إلى يومنا هذا تتزين بمنجزاتهم العمرانية كجامع ومدرسة المظفر وجامع ومدرسة الأشرفية والمدرسة المعتبية وحصن تعز المسمى الآن قلعة القاهرة، بالإضافة إلى آثار المدارس الفقهية، وفي زمانهم برز العلماء والشعراء في كل فن، وهو سر الإعجاب المتزايد بالدولة الرسولية.
ولعل أبرز ما يشير إلى سطوع نجم الدولة الرسولية وتبوؤها مكاناً لائقاً بين أمم عصرها تلك الرسالة التي وجهها مسلمو الصين إلى الملك المظفر يشتكون من تعسف ملك الصين ومنعهم من ختان أولادهم كما يطلب منهم الدين الإسلامي، فمجرد توجيه هذه الرسالة إلى الملك المظفر تفيد أن مسلمي العالم كانوا يرون في الملك الرسولي خليفة للمسلمين يتوجهون إليه بالشكوى، وقد تصرف الملك المظفر بما يتفق مع مكانته في نفوس مسلمي الصين، إذ بعث إلى ملك الصين برسالة يطلب فيها منه السماح لمسلمي الصين بممارسة واجب الختان لأبنائهم وبعث إليه بهدية تليق بمقامه، فرفع ملك الصين الحظر على ختان المسلمين لأبنائهم، وهو ما يشير إلى تقدير ملك الصين لمكانة الدولة الرسولية خاصة وأن ملوك الصين المعاصرين للدولة الرسولية قد عدوا أنفسهم سادة على العالمين وأن غيرهم من ملك أو سواه إنما هو عبدٌ لهم كما تبين رواية بهذا المعنى تصف مقابلة وفد بلاد الصين للملك الناصر الرسولي.

## ضعف الدولة

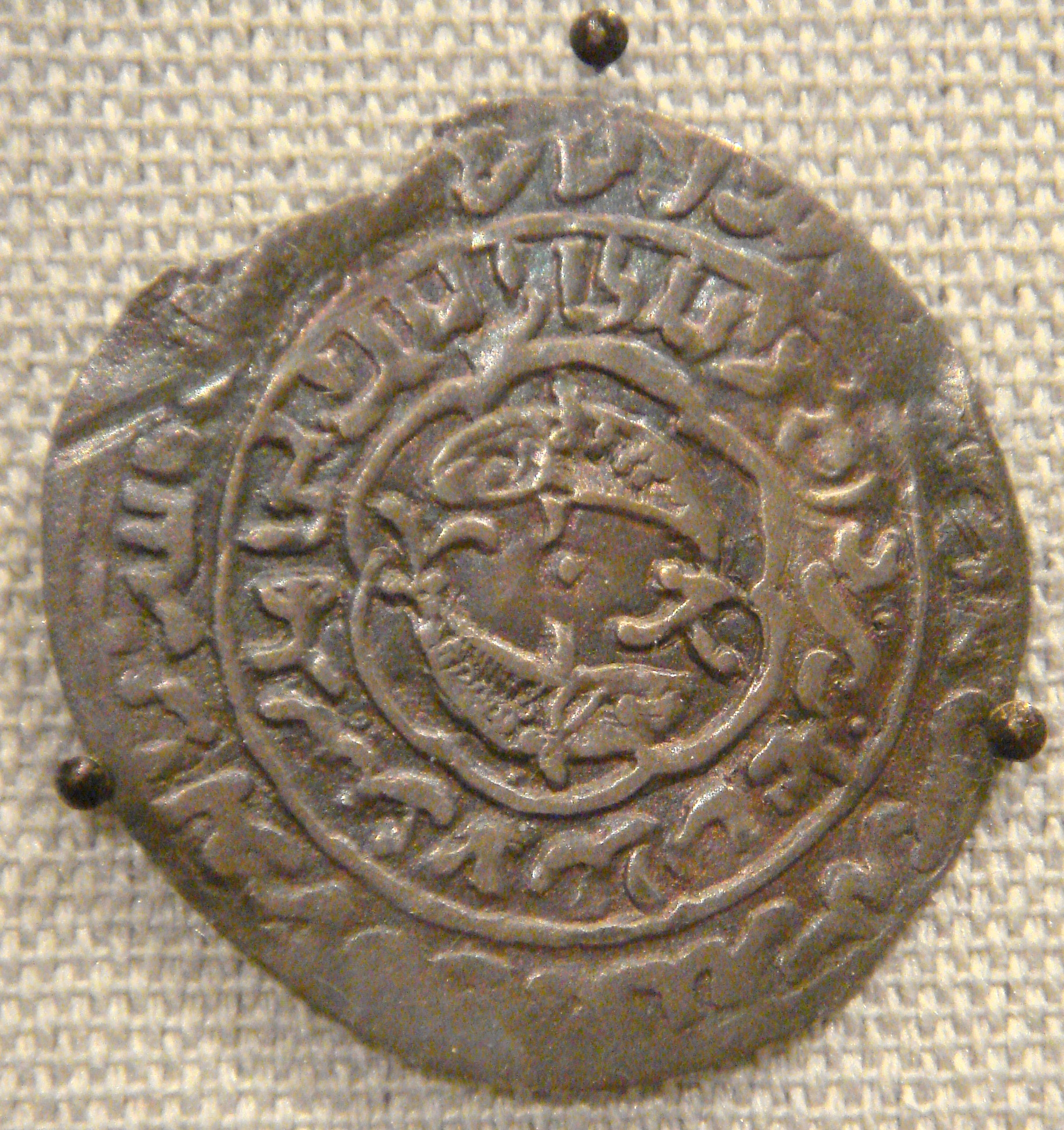
عملة من عهد الرسوليين، عدن، اليمن، في 1335.

كانت علاقة الرسوليين مع مماليك مصر علاقة معقدة، إذ احتدم التنافس بينهم على الحجاز وأحقية كسوة الكعبة، بالإضافة لإصرار المماليك على اعتبار بني رسول تابعين لهم. استمرت دولة بني رسول لأكثر من مئتي سنة إلى أن دب فيها الضعف عام 1424، فأصبحت المملكة مهددة من قبل أفراد الأسرة الحاكمة، بسبب خلافاتهم حول مسألة الخلافة، بالإضافة للتمردات المتكررة من الأئمة الزيدية وأنصارهم، كان الرسوليون يحظون بدعم سكان تهامة وجنوب اليمن واضطر الرسوليون لشراء ولاء قبائل المرتفعات الشمالية بالأموال وعندما ضعفت الدولة، وجد الرسوليون أنفسهم عالقين في حرب استنزاف، فلم يكن الزيدية يوما ما سياسيين بارعين أو حكامًا أقوياء، ولكنهم يعرفون جيدًا كيف يستنزفون طاقات أعدائهم. ورغم جهود الرسوليين لتثبيت المذهب الشافعي في اليمن لمجابهة الزيدية والإسماعيلية، إلا أن من أسقط دولتهم لم يكونوا أعداءهم التقليديين بل سلالة شافعية محلية اسمها بنو طاهر، إذ استغل الطاهريون الخلافات بين الأسرة الرسولية الحاكمة ليسيطروا على عدن ولحج وبحلول عام 1454 أعلنوا أنفسهم الحكام الجدد لليمن.

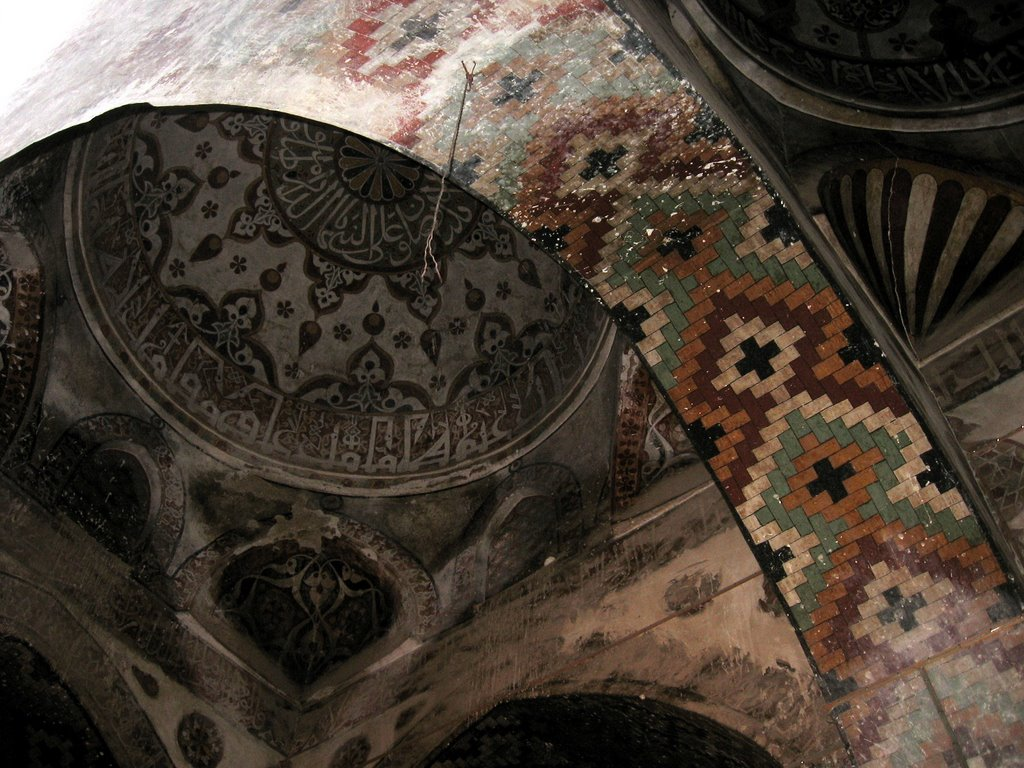
المدرسة الأشرفية بتعز.

## الجيش
كانت الدولة الرسولية دولة عسكرية بحتة، لأن طبيعة الحكم الرسولي مبنية على المؤسسة العسكرية، وترتب على ذلك سيطرة القانون العسكري على الحياة الرسمية والعامة، امتلكت الدولة الرسولية جيشاً قوياً، عملت على إعداده تربوياً وعسكرياً، وحرصت على تحديثه باستمرار من خلال متابعة واقتباس عمليات التحديث التي طرأت على الجيوش التي عاصرت الجيش الرسولي – وخاصةً الجيش المملوكي -، واستدعاء الخبراء والمختصين في المجال العسكري. شكّل الجيش عماد الدولة الرسولية وأساساً في بقائها على مسرح الوجود لأكثر من قرنين وربع القرن من الزمان؛ فلولا عناية سلاطين بني رسول بالجيش لما حققوا قوة اقتصادية وسياسية، ولا هيئت لهم الأسباب في قمع التمردات وإخماد الثورات.
اتخذت الدولة الرسولية من النهج العسكري أساساً في تعاملها مع القوى الأخرى، فلكي تبرهن على شرعية حكمها، وإظهار كفاءتها ومقدراتها اتخذت من توحيد اليمن، ومن التوسع العسكري، والسيطرة على الأماكن المقدسة هدفاً استراتيجياً لإثبات ذلك. حيث امتدت سيطرة الدولة الرسولية في أوج قوتها العسكرية على رقعة كبيرة من الأرض، حيث امتدت حدودها الشرقية إلى عمان حالياً في الشرق وإلى السواحل الغربية للبحر الأحمر-الموازية لليمن- غرباً مكة شمالاً وبحر العرب وخليج عدن جنوباً.
كان اهتمام الرسوليين بالجيش هو نتيجة إدراكهم بأنه الوسيلة والأداة التي يمكن من خلالها بسط النفوذ والسيطرة، واعتبرته أيضاً المنفذ الوحيد الذي تستطيع من خلاله بث معتقداتها ومبادئها، والحصول كذلك على مكاسب سياسية واقتصادية تساعد في ديمومة حكمها.

## قائمة الحكام
| م  | الحاكم                                    | مدة الحكم هجرياً | مدة الحكم ميلادياً |
| -- | ----------------------------------------- | --------------- | ----------------- |
| 1  | المنصور عمر بن علي بن محمد هارون (الرسول) | 626 – 647 هـ    | 1229 – 1249 م     |
| 2  | المظفر يوسف بن المنصور عمر                | 647 – 694 هـ    | 1249 – 1295 م     |
| 3  | الأشرف عمر بن المظفر يوسف                 | 694 – 696 هـ    | 1295 – 1297 م     |
| 4  | المؤيد داود بن المظفر يوسف                | 696 – 721 هـ    | 1297 – 1321 م     |
| 5  | المجاهد علي بن المؤيد داود                | 721 – 764 هـ    | 1321 – 1363 م     |
| 6  | الأفضل العباس بن المجاهد علي              | 764 – 778 هـ    | 1363 – 1376 م     |
| 7  | الأشرف إسماعيل (الأول) بن الأفضل العباس   | 778 – 803 هـ    | 1376 – 1400 م     |
| 8  | الناصر أحمد بن الأشرف إسماعيل (الأول)     | 803 – 827 هـ    | 1400 – 1424 م     |
| 9  | المنصور عبد الله بن الناصر أحمد           | 827 – 830 هـ    | 1424 – 1427 م     |
| 10 | الأشرف إسماعيل (الثاني) بن الناصر أحمد    | 830 – 831 هـ    | 1427 – 1428 م     |
| 11 | الطاهر يحيى بن الأشرف إسماعيل (الأول)     | 831 – 842 هـ    | 1428 – 1438 م     |
| 12 | الأشرف إسماعيل (الثالث) بن الظاهر يحيى    | 850 – 858 هـ    | 1446 – 1454 م     |
| 13 | المظفر يوسف بن عمر بن إسماعيل (الأول)     | 845 – 847 هـ    | 1441 – 1443 م     |
| 14 | المسعود أبو القاسم بن إسماعيل (الثاني)    | 847 – 858 هـ    | 1443 – 1454 م     |